# Tina Trstenjak
Tina Trstenjak (ur. 24 sierpnia 1990 w Celje) – słoweńska judoczka. Mistrzyni olimpijska z 2016 roku w kategorii wagowej do 63 kg, w której rywalizuje od 2011. Mistrzyni świata (2015) i Europy (2016, 2017).
Trstenjak jest wielokrotną medalistką najważniejszych imprez międzynarodowych, w których rywalizuje w kategorii wagowej do 63 kg. Podczas Letnich Igrzysk Olimpijskich 2016, w swoim pierwszym starcie na igrzyskach olimpijskich, zdobyła złoty medal w tej kategorii. Na mistrzostwach świata dwukrotnie stawała na podium – w 2014 zdobyła brązowy medal, a rok później została mistrzynią świata. Z kolei na mistrzostwach Europy zdobyła brąz w 2013, srebro w 2014 i złoto w 2016, a także brąz w rywalizacji drużynowej w 2014. Ponadto stawała na podium Igrzysk Europejskich 2015, które miały rangę mistrzostw Europy – indywidualnie w swojej kategorii wagowej była druga, a drużynowo zdobyła brązowy medal. Medalistka igrzysk śródziemnomorskich.
Stawała również na podium najważniejszych imprez międzynarodowych w kategoriach juniorskich. W mistrzostwach świata juniorów dwukrotnie (2008 i 2009) zdobywała brązowe medale w kategorii wagowej do 57 kg. W 2012 zajęła także trzecie miejsce w mistrzostwach Europy młodzieżowców (do lat 23) w kategorii wagowej do 63 kg.
Trstenjak wielokrotnie zdobywała medale mistrzostw Słowenii – w rywalizacji seniorów 6 razy była pierwsza, a 4 razy druga, zdobyła także kilkanaście medali mistrzostw kraju w młodszych kategoriach wiekowych (kadetów, juniorów i młodzieżowców).